# ثورة ابن الأحرش
ثورة ابن الأحرش وكانت في فترة حكم عثمان باي (1803 - 1804) حاكم بايلك الشرق ضمن أيالة الجزائر في العهد العثماني، إندلعت هذه الثورة من المنطقة الشرقية للبايلك (جيجل والقل وميلة) فراح ضحيتها الكثيرون وعلى رأسهم الباي عثمان ليخلفه عبد الله خوجة بن إسماعيل باي على رأس بايلك الشرق.

## قائد الثورة
هو محمد بن عبد الله بن الأحرش الدرعي النسب المالكي المذهب الدرقاوي الطريقة، زعم انه من شرفاء فاس. كان بليغ الأسلوب في الحديث، فصيح اللسان في خطابة الناس.

## ما قبل الثورة
مالبث ابن الأحرش أن كسب الأنصار والموالين من مختلف القبائل حتى أصبحت كلمته مسموعة مطاعة بين الناس في منطقة الوادي الكبير وجبال زواغة وناحية وادي الزهور فجمع حولح الأنصار من شاطئ البحر غلى تخوم قسنطينة حتى ذهب الشيخ المبارك إلى تقدير عدد اتباعه بمئة ألف رجل.

## أحداثها
لما بلغ خبر خروج عثمان باي للجهات الغربية للبايلك لجمع الضرائب إلى ابن الأحرش بادر بمهاجمة قسنطينة، لكن قايد الدار الحاج أحمد بن الأبيض بالقرب من منطقة سيدي محمد الغراب فوقعت ملحمة دفعة ابن الأبيض وأهل المدينة للتراجع داخل أسوار ليحتموا بها ويدافعوا عنها.
اكتفى ابن الأحرش بالإستيلاء على الضواحي ومحاصرة المدينة لكنه لم يتمكن من دخولها، استعان ابن الأبيض وأهل المدينة بالمدافع لتفريق جموع ابن الأحرش التي تجمهرت حول اسوار المدينة. بهذا تراجع ابن الأحرش ومن معه بعد أن أصيب بجروح بليغة.
بلغ خبر ابن الاحرش إلى الباي وهو في طريق العودة من الجزائر لتسديد الضرائب السنوية المتوجبة على البايلك، فأعاد تنظيم دفاع المدينة واستعد لملاحقة ابن الأحرش والحاق الهزيمة به خاصة بعد تلقيه خطاب شديد اللهجة من داي الجزائر.
توجه الباي عثمان ناحية وادي الزهور وقام باستعراض عسكرية لإرجاع هيبة البايلك فقابل السكان ذلك على حد قول الشيخ ابن المبارك بقولهم: ««ابعث معنا الخيل نمسك الشريف ونأتوك بهوذلك مكر منهم وخديعة.»»، حينها بعث الباي خمس مئة فارس على رأسهم أغا المحلة ولما بلغوا وادي الزهور فوجؤوا بمحاصرة القبائل لهم.
بعد أربعة أيام من الحصار بلغ الخبر إلى الباي فذهب لنجدتهم وبعد وقوع مشادات عنيفة تمكن الفرسان من فك الحصار، لم يستطع الباي التراجع بعد أن كان أقام الحواجز بقطع الأشجار وهو ما اضطره للمبيت بسهل وادي الزهور الذي تحول بالليل إلى مستنقع جراء هطول الأمطار ولم يعد بمقدور جيش الباي ركوب الخيل أو استعمال المدفعية وهو ما نجم عنه هزيمة نكراء للباي عثمان.
يروى ان عثمان باي قتل في ذات اليوم حين حاول التراجع جهة الميلية فاغتنم أحد أعدائه الفرصة وطعنه بسيفه وهو مرابط يدعى الزبوشي. قامت قبيلة أولاد أعواط بنقل جثمان الباي إلى أراضيهم ودفنه وكتب على قبره ««هذا ضريح المرحوم السيد عثمان باي بن محمد باي قسنطينة الذي كان قتل بهذه الأرض المسمات اخناق عليهم من بلاد أولاد أعواط في سنة 1219 هـ، 1804 م.»»

## نتائجها
بعد مقتل عثمان باي تم توليت عبد الله خوجة بن إسماعيل باي على قسنطينة فلم يتوانى هذا الأخير عن ملاحقة بن الاحرش لقطع دابر ثورته مثل ما حدث في ناحية بجاية أين هزم جيش ابن الأحرش هزيمة نكراء اضطرته للالتحاق بابن الشريف عبد القادر الدرقاوي الذي أعلن الثورة ضد الاتراك بالغرب ومن هنا بدأت تتوالى أخبار مقتل ابن الأحرش بين من قال أن الباي محمد بن عثمان (بوكابوس) تمكن من قتله بعد ان هدم داره بجبل طرارة شمال غرب تلمسان ومنهم من قال أنه قتل على يد ابن الشريف عبد القادر الدرقاوي الذي إعتبره منافساً شرساً له.